# Грамотность в вопросах здоровья
Грамотность в вопросах здоровья (англ. health literacy, медицинская/санитарная/медико-санитарная грамотность) — уровень владения человеком навыками и знаниями, необходимыми для понимания информации, связанной со здоровьем. Термин был впервые употреблен в 1974 году, в работе, в которой обсуждалось, как санитарное просвещение влияет на здравоохранение, образование, и СМИ. На 2016 год в научном сообществе нет консенсуса о содержании и определении данного термина. Различают три вида грамотности в вопросах здоровья: функциональную, интерактивную, и критическую.
Низкая медицинская грамотность может «существенно повлиять на состояние здоровья человека», а также коррелирует с неудовлетворительными результатами лечения и низким уровнем обращений за медицинской помощью.